# Sacrifice (2021)
Sacrifice (2021) – gala wrestlingu, zorganizowana przez amerykańską federację Impact Wrestling, która była transmitowana za pomocą platformy Impact Plus. Odbyła się 13 marca 2021 w Skyway Studios w Nashville. Była to dwunasta gala z cyklu Sacrifice.

## Wyniki walk
Zestawienie zostało oparte na źródłach:
| Nr                                 | Wyniki | Stypulacje | Czas  |
| ---------------------------------- | --- | --- | ----- |
| 1                                  | Decay (Black Taurus i Crazzy Steve) (z Rosemary) pokonali Reno Scum (Adam Thornstowe i Luster The Legend)                   | Tag Team match | 7:48  |
| 2                                  | Tenille Dashwood i Kaleb with a K pokonali Havok i Nevaeh                                                                   | Tag Team match | 7:09  |
| 3                                  | Violent By Design (Deaner i Joe Doering) (z Erikiem Youngiem) pokonali Chrisa Sabina i Jamesa Storma (z Jakem Somethingiem) | Tag Team match | 11:30 |
| 4                                  | Eddie Edwards pokonał Briana Myersa                                                                                         | Hold Harmless match | 16:45 |
| 5                                  | Fire and Flava (Kiera Hogan i Tasha Steelz (c) pokonały Jordynne Grace i Jazz                                               | Tag Team match o Impact Knockouts Tag Team Championship | 10:40 |
| 6                                  | Ace Austin (z Madmanem Fultonem) pokonał TJP (c)                                                                            | Singles match o Impact X Division Championship | 12:12 |
| 7                                  | Deonna Purrazzo (z Kimber Lee i Susan) (c) pokonała ODB w wyniku zmuszenia do poddania                                      | Singles match o Impact Knockouts Championship | 8:28  |
| 8                                  | FinJuice (David Finlay i Juice Robinson) pokonali The Good Brothers (Karl Anderson i Doc Gallows) (c)                       | Tag team match o Impact World Tag Team Championship | 14:34 |
| 9                                  | Rich Swann (Impact) pokonał Moose’a (TNA)                                                                                   | Singles match unifikujący Impact World Championship i TNA World Heavyweight Championship Zwycięzca pojedynku zmierzy się z AEW World Championem, Kennym Omegą, w Winner Take All Championship matchu na Rebellion. | 20:16 |
| (c) – mistrz/mistrzyni przed walką | | |       |